# Diospyros neraudii
Diospyros neraudii là một loài thực vật có hoa trong họ Thị. Loài này được A.DC. mô tả khoa học đầu tiên năm 1844.